# Hydriaden
Hydriaden zijn waternimfen uit de Griekse mythologie. Sommigen houden zich op in zout water, anderen in zoet water of in de wolken. Deze nimfen zijn vaak dochters van belangrijke zeegoden zoals Nereus en Oceanus.

## Indeling
- De naiaden werden vooral geassocieerd met zoet water, zoals rivieren en meren. Ze waren de dochters van de Potamiden (de riviergoden). Verschillende typen naiaden zijn:
  - Crinaeae
  - Eleionomae
  - Limnaden
  - Pegaeae
  - Potamiden

- De oceaniden zijn de drieduizend kinderen van Oceanus en Thetys. Ze werden geassocieerd met zout water, alhoewel er overlappingen zijn met de naiaden. Soms worden de naiaden als een groep oceaniden beschouwd.

- Er zouden in totaal vijftig Nereïden bestaan. Deze zeenimfen waren de dochters van de oude zeegod Nereus.